# Mykoła Musolitin
Mykoła Wołodymyrowycz Musolitin (ukr. Микола Володимирович Мусолітін, ur. 21 stycznia 1999 w Odessie) – ukraiński piłkarz występujący na pozycji pomocnika w polskim klubie Kotwica Kołobrzeg.

## Kariera klubowa
Wychowanek klubu Czornomoreć Odessa, barwy którego bronił w juniorskich mistrzostwach Ukrainy (DJuFL). Przed sezonem 2016/17 został przez trenera Ołeksandra Babycza włączony do składu pierwszej drużyny. 1 października 2016 zadebiutował w Premier-Lidze w wygranym 2:1 meczu ze Stalą Kamieńskie. W sezonie 2017/18 stał się podstawowym zawodnikiem zespołu. Rok później, po przegranym barażu z Kołosem Kowaliwka, spadł ze swoim klubem do Perszej Lihi. Ogółem rozegrał w barwach Czornomorcia 70 ligowych spotkań, w których zdobył 4 gole. W styczniu 2020 roku został zawodnikiem FK Valmiera. 15 czerwca 2020 zaliczył debiut w Virslīdze w meczu przeciwko Riga FC (0:2). We wrześniu tego samego roku, z powodu zaległości w wynagrodzeniach, rozwiązał swoją umowę z klubem.
W listopadzie 2020 roku jako wolny agent podpisał dwuipółletni kontrakt z Lechią Gdańsk, prowadzoną przez Piotra Stokowca.

## Kariera reprezentacyjna
W latach 2014–2019 występował w juniorskich i młodzieżowych reprezentacjach Ukrainy w kategorii: U-16, U-17, U-18, U-19 oraz U-20. W 2016 roku wziął udział w Mistrzostwach Europy U-17 w Azerbejdżanie, na których Ukraina odpadła w fazie grupowej. W 2019 roku wywalczył z reprezentacją U-20 mistrzostwo świata na turnieju rozegranym w Polsce.

## Życie prywatne
Syn Wołodymyra Musolitina, trzykrotnego reprezentanta Ukrainy w piłce nożnej.

## Sukcesy

### Zespołowe
Ukraina U-20
- mistrzostwo świata: 2019

### Indywidualne
- Order „Za zasługi” III Klasy – 2019[9]
- tytuł Mistrza Sportu Ukrainy – 2019[10]